# Xavier Thévenot
Xavier Thévenot SDB (* 20. Dezember 1938 in Saint-Dizier, Département Haute-Marne; † 2004) war ein französischer Ordenspriester und Moraltheologe.

## Leben
Er ging bereits bei den Salesianern Don Boscos in Saint-Dizier zur Schule und besuchte das dortige Oratorium. Er lizenzierte sich zunächst an der Universität Caen. 1958 trat er in das Noviziat der Salesianer Don Boscos ein und legte im Jahr darauf die ersten Ordensgelübde ab. Nach seiner Priesterweihe am 21. Dezember 1968 wirkte er zunächst eine Zeitlang als Novizenmeister der französischen Provinz seiner Ordensgemeinschaft. Er promovierte 1980 in Moraltheologie bei seinem Mitbruder René Simon über "Homosexualités masculines et morale chrétienne". Er wirkte als Honorarprofessor für Moraltheologie an der Theologischen Fakultät des Institut Catholique de Paris.

## Werke
- Repère éthique pour un monde nouveau, 1982
- Vie sexuelle et vie chrétienne, 1982
- Sin, a Christian view for today, 1984
- Repères éthiques, 1985
- Homosexualités masculines et morale chrétienne, Paris 1985 (Dissertation von 1980); (3)2006
- L' Eglise face au racisme, 1989
- Souffrance, Bonheur, Ethique, Conférences spirituelles, 1990; neu aufgelegt 2004
- La bioética, 1990
- Actualiser la morale, Mélanges offerts à René Simon, Études réunies par Rodrigue Bélanger et Simonne Plourde, 1992
- Compter sur Dieu, 1992; 1993
- Veritatis splendor, 1993
- Une éthique au risque de l'Evangile, 1993
- Eduquer à la suite de don Bosco, 1996
- Avance en eau profonde, Carnet spirituel, (10)1997, ISBN 978-2220039169
- Marie-Jo Thiel, Pratiquer l'analyse éthique, Étudier un cas. Examiner un texte, 1999
- Marie-Claude Fragnières, Mon fils est homosexuel!: comment réagir?, comment l'accompagner?, 2001
- L'affectivité en éducation, 2004
- La spiritualité et l'éducation, 2004; 2008